# Заря (Гаврилов-Ямский район)
Заря — посёлок в Гаврилов-Ямском районе Ярославской области России. Входит в состав Ставотинского сельского округа Заячье-Холмского сельского поселения.

## География
Посёлок находится в юго-восточной части области, в зоне хвойно-широколиственных лесов, на правом берегу реки Которосли, при автодороге 78К-0037, у северо-восточной окраины города Гаврилов-Ям, административного центра района.

### Климат
Климат характеризуется как умеренно континентальный, с умеренно холодной зимой и относительно тёплым летом. Среднегодовая температура воздуха — 3 — 3,5 °C. Средняя температура воздуха самого холодного месяца (января) — −13,3 °C; самого тёплого месяца (июля) — 18 °C. Вегетационный период длится около 165—170 дней. Годовое количество атмосферных осадков составляет 500—600 мм, из которых большая часть выпадает в тёплый период.

### Часовой пояс
Заря, как и вся Ярославская область, находится в часовой зоне МСК (московское время). Смещение применяемого времени относительно UTC составляет +3:00.

## Население
| 2007 | 2010 |
| ---- | ---- |
| 151  | ↗152 |

### Национальный состав
Согласно результатам переписи 2002 года, в национальной структуре населения русские составляли 94 % из 156 чел.